# Láska a anarchie
Láska a anarchie (ve švédském originále Kärlek & Anarki) je švédský komediální a romantický televizní seriál z produkce Netflixu. Vytvořila jej Lisa Langseth, která je rovněž režisérkou celého seriálu a spoluautorkou scénáře. Po seriálu Tekutý písek je Láska a anarchie v pořadí druhým švédským seriálem z produkce Netflixu. Hlavní role v seriálu ztvárnili Ida Engvoll jako konzultantka Sofie a Björn Mosten jako mladý IT technik Max. 
První řada byla na Netflixu zveřejněna dne 4. listopadu 2020. Dne 12. března 2021 Netflix oznámil, že v roce 2022 bude vydána druhá řada seriálu. Premiéra druhé řady proběhla 16. června 2022.

## Příběh
Sofie je ambiciózní konzultantka a vdaná matka dvou dětí. Když ale začne pracovat v konzervativním nakladatelství, kam je najatá jako konzultantka pro restrukturalizaci a digitalizaci, její extrémně spořádaný život se začne rozpadat. Potkává mladého IT odborníka Maxe a začíná s ním nečekaně a odvážně flirtovat. Oba se navzájem vyzývají, aby dělali věci, které jsou v rozporu se zavedenými sociálními normami. Jejich původně neškodné hry jsou postupem času stále nebezpečnější, protože výzvy a jejich důsledky jsou čím dál nekontrolovatelnější.

## Obsazení
| Ida Engvoll          | Sofie Rydman                  |
| Björn Mosten         | Max Järvi                     |
| Reine Brynolfsson    | Friedrich Jägerstedt          |
| Björn Kjellman       | Ronny Johansson               |
| Gizem Erdogan        | Denise Konar                  |
| Carla Sehn           | Caroline Dahl                 |
| Johannes Bah Kuhnke  | Johan Rydman                  |
| Elsa Agemalm Reiland | Isabell Rydman                |
| Benjamin Shaps       | Frank Rydman                  |
| Lars Väringer        | Lars Fagerström               |
| Ruben Lopez          | Tom Rosén                     |
| Ludde Hagberg        | Nille                         |
| Yasmine Garbi        | Elin                          |
| Disa Östrand         | Tove-Lee Ljungström (1. řada) |
| Ren Hanami           | Gertrud (1. řada)             |
| Ejke Blomberg        | Alex Ulyanov (1. řada)        |
| Marina Bouras        | Vivianne (2. řada)            |
| Roshi Hoss           | Florence (2. řada)            |
| Matilda Källström    | Amanda (2. řada)              |
| Mattias Pettersson   | Jesper (2. řada)              |

## Seznam dílů

### První řada (2020)
| Č. v seriálu | Č. v řadě | Původní název                      | Český název                      | Zveřejnění na Netflixu |
| ------------ | --------- | ---------------------------------- | -------------------------------- | ---------------------- |
| 1            | 1         | Hur allt började                   | Jak to všechno začalo            | 4. listopadu 2020      |
| 2            | 2         | Överraska mig                      | Překvap mě                       | 4. listopadu 2020      |
| 3            | 3         | StreamUs                           | Stream-Us                        | 4. listopadu 2020      |
| 4            | 4         | Fast anställning                   | Smlouva na dobu neurčitou        | 4. listopadu 2020      |
| 5            | 5         | Bokmässan                          | Knižní veletrh                   | 4. listopadu 2020      |
| 6            | 6         | Ånger                              | Je mi to líto                    | 4. listopadu 2020      |
| 7            | 7         | Ayahuasca                          | Ayahuasca                        | 4. listopadu 2020      |
| 8            | 8         | Nuet, evigheten och åtgärdspaketet | Současnost, věčnost a akční plán | 4. listopadu 2020      |

### Druhá řada (2022)
| Č. v seriálu | Č. v řadě | Původní název                                                    | Český název                                               | Zveřejnění na Netflixu |
| ------------ | --------- | ---------------------------------------------------------------- | --------------------------------------------------------- | ---------------------- |
| 9            | 1         | Everything Is Different Now                                      | Všechno je teď jiné                                       | 16. června 2022        |
| 10           | 2         | Jägerstedt Publishing                                            | Vydavatelství Jägerstedt Publishing                       | 16. června 2022        |
| 11           | 3         | The Sensitivity Consultant                                       | Konzultant ohleduplnosti                                  | 16. června 2022        |
| 12           | 4         | Literature Killers!                                              | Vrazi literatury!                                         | 16. června 2022        |
| 13           | 5         | Literary Cruise                                                  | Literární plavba                                          | 16. června 2022        |
| 14           | 6         | Exorcism                                                         | Exorcismus                                                | 16. června 2022        |
| 15           | 7         | What Is Genuine and Does It Really Matter?                       | Co je vlastně opravdové? A záleží na tom vůbec?           | 16. června 2022        |
| 16           | 8         | Art, Love, Capitalism and the Courage to Change Their Conditions | Umění, láska, kapitalismus a odvaha měnit jejich podmínky | 16. června 2022        |